# Pycnarmon subpictalis
Pycnarmon subpictalis là một loài bướm đêm trong họ Crambidae.